# The Autocrat of Flapjack Junction
The Autocrat of Flapjack Junction è un cortometraggio muto del 1913 diretto da George D. Baker:

## Trama
Una coppia che gestisce una pensione viene a trovarsi in competizione con un'attraente vedova che inizia la sua attività nelle vicinanze della loro casa.

## Produzione
Il film fu prodotto dalla Vitagraph Company of America.

## Distribuzione
Distribuito dalla General Film Company, il film - un cortometraggio in una bobina - uscì nelle sale cinematografiche statunitensi il 2 ottobre 1913.